# Заказная марка

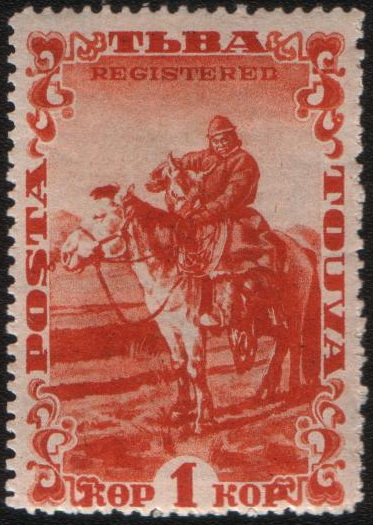
Тыва: марка заказной почты (1933, 7-й выпуск). Охотник на коне(Yt #39)

Заказная марка (марка заказных отправлений) — вид почтовой марки, служащей для оплаты почтового сбора за пересылку заказного почтового отправления.

## Описание
Отличительным признаком заказных марок является наличие на них международно принятого знака — буквы «R» (от фр. «Recommandé» — «Заказное») или слова «заказное» на языке выпустившей такую марку страны:
- англ. «Registered»,
- исп. «Certificado», «Anotacion», «Anotado».

На заказных марках некоторых стран (Колумбия, Либерия, Панама) оставлялось специальное место (чистое поле), куда почтовые служащие вписывали порядковый номер заказного почтового отправления, то есть они одновременно служили заказными ярлыками.

## История
Первые заказные марки увидели свет в 1854 году в британской колонии Виктория (Австралия). По некоторым источникам, впервые такие марки были выпущены Испанией в 1850 году (с надписью «CERTdo» (сокращение от «Certificado» — «Заказное»).
Первые авиапочтовые заказные марки были эмитированы Германо-Колумбийским обществом воздушных сообщений (СКАДТА) в 1921 году и выпускались до 1929 года.

## Примеры некоторых стран

### Панама
В Панаме заказные марки были выпущены в 1904 году. Помимо номинала, даты, названия государства и надписи «Correos» («Почта») на марках был помещён международно принятый знак заказного почтового отправления — буква «R» (от фр. «Recommandé» — «Заказное»). Их дизайн предусматривал свободное место, куда вписывался порядковый номер письма.

### Россия
В Российской империи заказные марки эмитировали земские почты ряда уездов.
Для заказной корреспонденции в современной России с 1 сентября 2011 года стали применять цельные вещи — маркированные конверты и почтовые карточки, — имеющие специальный напечатанный знак почтовой оплаты, который обозначается литерой «D».